# 앤드루 머리

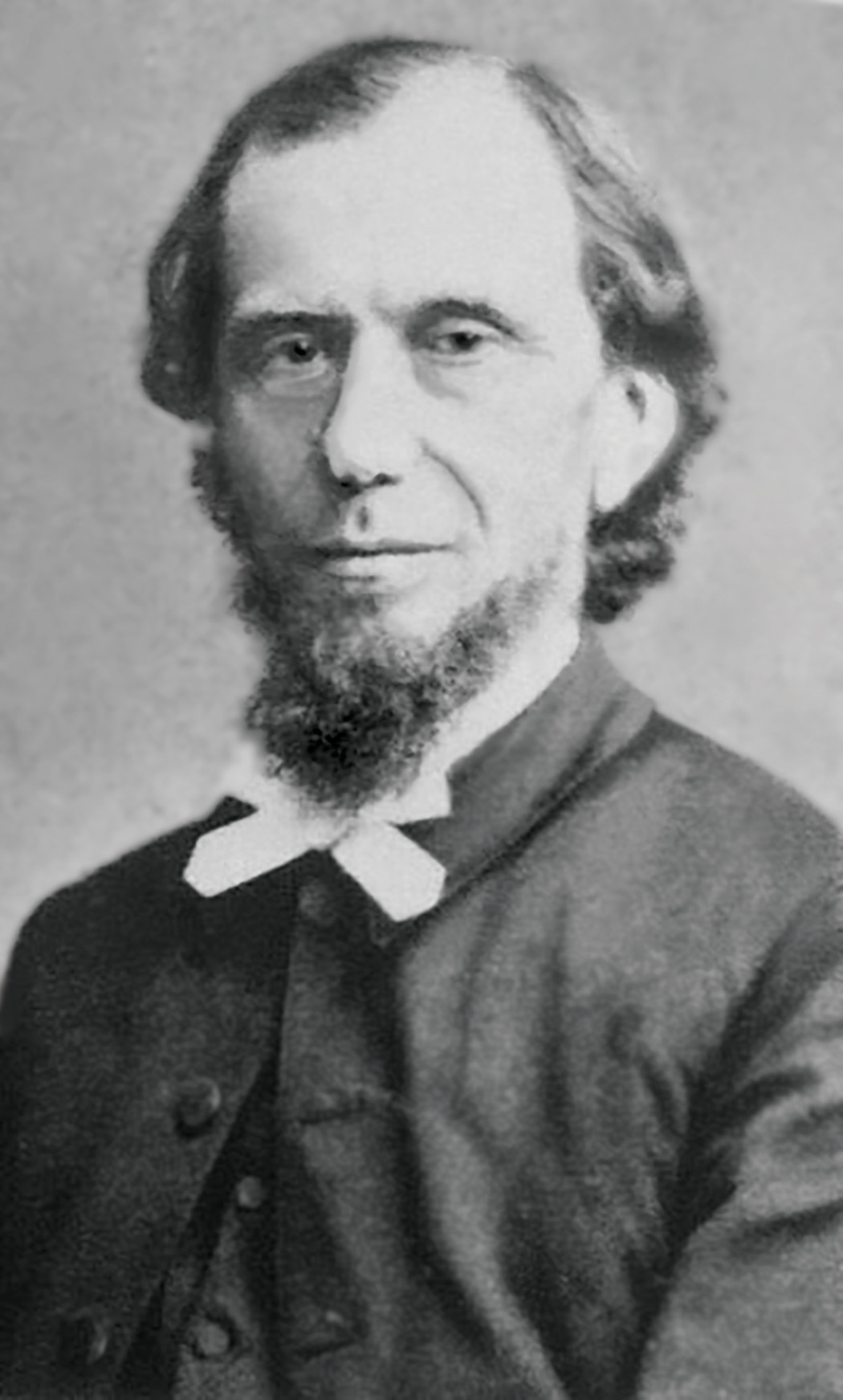
Andrew Murray

앤드루 머리(Andrew Murray, 1828년 5월 9일 ~ 1917년 1월 18일)는 앤드루 목사와 마리아 머리 사이에 태어난 네 자녀들 중의 하나였다. 성령의 극적인 체험을 중시한 기독교 지도자로서, 남아프리카공화국에서 목회자로 사역하며 가르치며 저술가로 활동하였다. 그는 선교를 교회의 가장 중요한 사역으로 여겼다.

## 저서
- 『지성소』
- 『위대한 영성』
- 『내 앞에 엎드려라』(Prayer power)
- 『나를 버려야 예수가 산다』(The master's indwelling)
- 『나를 믿지 말고 예수만 믿어라』(How to Strengthen Your Faith)
- 『나를 허물고 주님을 세우는 삶』
- 『그리스도와 함께』
- 『예수님의 임재 연습』
- 『온전한 순종』
- 『성령으로 충분한 삶』(Experiencing the holy spirit)
- 『기도 응답의 비밀』
- 『무릎기도』
- 『31일 기도수첩』
- 『하늘 문을 여는 기도』(Living a prayerful life)
- 『기도 응답의 축복』(Living a prayerful life)
- 『십자가와 하나님 나라』(The secret of the cross)
- 『우리를 온전하게 만드는 힘 사랑』(Love made perfect)